# Малыгина, Наталья Яковлевна
Наталья Яковлевна Малыгина (род. 20 мая 1953, Березники, Молотовская область) — советская, украинская, российская театральная актриса. Заслуженный артист УССР (1984), Народный артист УССР (1990). Супруга актёра Владимира Денщикова.

## Биография
Родилась 20 мая 1953 года в городе Березники Пермского края. Детство прошло в Киргизии, у озера Иссык-Куль. Поступила школу-студию при Русском драматическом театре имени Н. К. Крупской города Фрунзе, которую окончила 1972 году. По распределению направлена в Драматический театр Тихоокеанского флота где работала в 1972—1975 годах. Вышла замуж за актёра Владимира Денщикова, вслед за мужем переехала в Симферополь. Владимира приняли в труппу Крымский академический театр имени М. Горького, а Наталья некоторое время была без места, но позднее в 1975 году также была принята и с тех пор служит в том же театре.
Заслуженный артист УССР (1984), Народный артист УССР (1990). Лауреат премии имени М. Заньковецкой, лауреат государственной премии АРК. Награждена Орденом княгини Ольги III степени, знаком отличия Симферопольского городского Совета «Звезда славы и почёта».
Княгиня Мария Владимировна наградила в 2014 году актрису императорской медалью «Юбилей Всенародного подвига. 1613—2013».

## Роли
Одной из первых ролей на симферопольской сцене стала Синеокая в «Версии» А. Штейна. Воли в спектаклях «Гнездо глухаря» (Ариадна), «Моя дочь Нюша» (Нюша), «Живи и помни» (Настёна), «Кафедра» (Соля Лаговская), «Стеклянный зверинец» (Лаура). Режиссёр А. Г. Новиков попробовал её в разных жанрах и помог проявить способность к внешнему и внутреннему перевоплощению. Наталья сыграла шекспировскую Офелию, лермонтовскую баронессу Штраль, горьковскую Елизавету Достигаеву, чеховских Соню, Ирину, Нину Заречную — спектакли классического репертуара. Её Соня в «Дяде Ване» была запоминающейся работой в этом сильном спектакле. Необыкновенно пронзительным в исполнении Малыгиной был финальный монолог. В «Чайке» Наталья филигранно построила роль Нины — от простушки, вообразившей себя актрисой, до страдающей женщины, нашедшей место в жизни. Малыгина играла Заречную без романтического ореола, соединяя внутренний надлом и скрытую иронию.
Семь раз она представала в образах сиятельных особ: дважды была Екатериной II — в «Фаворите» и «Царской охоте», играла Елизавету Английскую в спектакле «Любовь и власть», Феодору в «Отравленной тунике», Ирину в «Царе Фёдоре Иоанновиче», шекспировскую Клеопатру и Александру Фёдоровну Романову в «И Аз воздам».
Роль императрицы Екатерины II исполняется ей в постановках на республиканских и городских праздниках, посвящённых присоединению Крыма к России.
Сыграны Елизавета в «Новоселье в старом доме» А. Кравцова и Гитель в «Двое на качелях» У. Гибсона, Мирандолину в «Трактирщице» К. Гольдони и Жозефину в «Корсиканке» И. Губача, Голда в горинской «Поминальной молитве», миссис Френч в постановке «Пять жар-птиц в поместье ворона» Дона Нигро. Игравшая лирических героинь в молодости, с годами Наталья Яковлевна полюбила образы острохарактерные. Яркий образ хищницы Мурзавецкой был создан в комедии «Волки и овцы», поставленной к 200-летию А. Островского.
Анатолий Новиков, много и плодотворно работавший с Малыгиной, называл её актрисой с большой буквы.